# Rhopalopterum atricorne
Rhopalopterum atricorne är en tvåvingeart som först beskrevs av Zetterstedt 1838.  Rhopalopterum atricorne ingår i släktet Rhopalopterum och familjen fritflugor. Arten är reproducerande i Sverige. Inga underarter finns listade i Catalogue of Life.